# سدریک هاردویک
سدریک هاردویک (انگلیسی: Cedric Hardwicke; زاده ۱۹ فوریهٔ ۱۸۹۳ – درگذشته ۶ اوت ۱۹۶۴) یک هنرپیشه، کارگردان، و تهیه‌کننده اهل بریتانیا بود.
از فیلم‌ها یا برنامه‌های تلویزیونی که وی در آن نقش داشته‌است می‌توان به طناب، بی‌نوایان، بکی شارپ، ده فرمان، به یاد می‌آورم مادر، خیانتکار و پادشاه خانه‌به‌دوش اشاره کرد.

## زندگی خصوصی

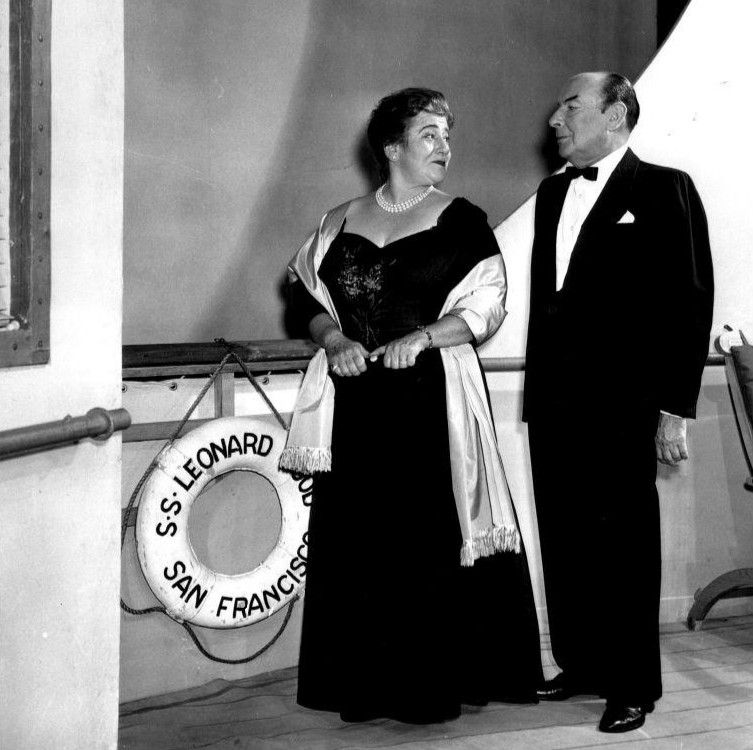
Photo of Gertrude Berg and Cedric Hardwicke from the Broadway play A Majority of One. Berg plays Mrs. Jacoby, a Brooklyn widow whose son was killed in the Pacific Theater of World War II. Hardwicke plays Koichi Asano

هاردویک در لای، غرب میدلندز، متولد شد و با همسرش جسی (نای مسترسون) از اهالی همان شهر ازدواج کرد. او در مدرسه تربیت بدنی برتجورث در Shropshire حضور یافت. مدتی پس از آن تصمیم گرفت که در رشتهٔ پزشی و به عنوان یک دکتر آموزش ببیند، اما از امتحان ورودی بازماند. در نهایت او به یک بازیگر تئاتر مبدیل شد و در آکادمی هنرهای نمایشی سلطنتی (RADA) تحت آموزش قرار گرفت.

### خدمات نظامی
هارویک در ابتدای جنگ جهانی اول ثبت نام کرد. او از سال ۱۹۱۴ تا ۱۹۲۱ به عنوان افسر در شعبه قاضی دادگستری ارتش بریتانیا در فرانسه خدمت کرد. او یکی از آخرین اعضای نیروی اکسپدیشن انگلیس بود که از فرانسه خارج شد.

## بازیگری حرفه ای

### تئاتر
هاردویک اولین حضور حرفه ای خود در نمایش خود را بر صحنه، در تئاتر لیسئه در سال ۱۹۱۲ در دوران ملودرام فردریک ملویل، در نمایش «زن و راهب» تجربه کرد و این دوران، دقیقاً دورانی بود که او از بردارش، جان، دور شده بود. او در آن سال‌ها خود را درگیر تئاتر سلطنی کرده بود و در دربار مشغول بازیگری تئاتر بود؛ پس از آن در تئاتر گارلیک در نقش بازی Charles Klein ظاهر شد و همین امر موجب شد تا مردم به عنوان یک بازیگر حرفه ای به او اعتماد کنند. در سال ۱۹۱۳ او به شرکت بنسون پیوست و در قالب این شرکت، استانهای مختلف کشور، آفریقای جنوبی و رودزیا سفر کرد. در طول سال ۱۹۱۴ او با خانم دالاس (لتیتیا ماریون دالاس درگذشته به سال۱۹۱۷) در یک تور مسافرتی شرکت کرد. در طول سال ۱۹۱۴ او با خانم ماریون دالاس در لورنس ایروینگ با در تئاتر با عنوان قانون غیرقانونی به ایفای نقش پرداخت. او در سال ۱۹۱۴در مکبث در نقش مالکوم ظاهر شد.